# 자운재사
자운재사(紫雲齋舍)는 경상북도 안동시 예안면 신남리에 있다. 2010년 3월 12일 안동시의 문화유산 제47호로 지정되었다.